# Mitsou Gélinas
Pour les articles homonymes, voir Mitsou et Gélinas.
Mitsou Gélinas, née le 1er septembre 1970 à Québec, dans la province de Québec, Canada, est une animatrice, femme d'affaires, chanteuse et actrice québécoise. Après avoir joué dans l'émission Terre humaine, elle devient chanteuse sous le nom de Mitsou au cours des années 1980 et 1990, durant lesquelles elle aura du succès au Québec et dans le reste du Canada.

## Biographie
Mitsou Annie Marie Gélinas naît le 1er septembre 1970 dans l'ancienne municipalité de Loretteville, dans l'arrondissement La Haute-Saint-Charles, à Québec. Elle est la sœur d'Abeille Gélinas et de Noémie Gélinas. Son père est l'acteur Alain Gélinas (1944-2022) et son grand-père est le grand auteur, acteur et metteur en scène Gratien Gélinas (1909-1999). Son nom « Mitsou » vient de la francisation de Mitsu, qui signifie « miel » en japonais[réf. nécessaire].

### Origines
Comme plusieurs Québécois, Mitsou a des racines françaises.
Son ancêtre paternel est originaire de la commune de Saintes et est arrivé en Nouvelle-France, précisément à Cap-de-la-Madeleine (aujourd'hui Trois-Rivières).
Son ancêtre maternel Jan Roc'hiou (devenu Rioux en Nouvelle-France) est originaire de la commune de Ploujean (aujourd'hui fusionné à Morlaix) et deviendra seigneur de la Seigneurie des Trois-Pistoles en 1687. La famille Rioux possédera la seigneurie jusqu'à l'abolition du régime seigneurial en 1854. Un de ses enfants, Nicolas Rioux, qui est dans la lignée de Mitsou, a aussi été seigneur, donc celle de Nicolas-Rioux en 1751 et possède son fonds d'archives à la Bibliothèque et Archives nationales du Québec,.

## Carrière

### Débuts (1975-1981)
Elle fait ses premiers pas à la télévision à l'âge de cinq ans dans la publicité. De 9 ans à 11 ans, elle obtient le rôle d'Anouk dans le feuilleton télévisé Terre humaine.

### Ascension (1988-1989)
Mitsou commence à chanter dès son adolescence. En 1988, à l'âge de 17 ans, elle enregistre son premier album, El Mundo, dont est extrait un premier single, Bye bye mon cowboy. Ce titre connait un très grand succès au Québec ainsi que dans le reste du Canada, ce qui est très rare pour une chanson en français. L'album est lui-même un succès dans tout le Canada. Les extraits Les chinois, La corrida et Los amigos suivent, obtenant un large succès au Québec.
Lors de la tournée du groupe de rock français La Souris Déglinguée en 1988;
Elle a une liaison avec Muzo le saxophoniste.

### Succès commercial, scandale et cinéma (1990-1996)
En 1990, elle publie un second album, Terre des Hommes, lancé lors d’un événement monstre aux Foufounes électriques, temple montréalais de la culture alternative.
La première chanson, Mademoiselle Anne, ne lui assure pas une même reconnaissance pancanadienne, mais le second extrait de cet album, Dis-Moi, Dis-Moi, connait un succès fracassant, entre autres grâce à un clip controversé en raison de nudité. Ce clip, lancé seulement quelques mois après Justify My Love de Madonna, se voit interdit par MuchMusic (sauf lors d'une émission spéciale, Too Much 4 Much, qui faisait visionner tous les clips bannis avec un forum et un groupe de discussion). MusiquePlus, la station québécoise, soutient Mitsou en diffusant le clip très souvent. Les autres extraits de l'album sont A Funny Place (The World Is) et Lettre à un cowboy qui furent surtout populaires en radio.
Mitsou donne la même année un spectacle au Spectrum dans le cadre des Francofolies de Montréal.
En 1992 paraît l'album Mitsou, destiné au marché anglophone nord-américain, sorte de compilation de 10 succès de la chanteuse (dont certaines nouvelles chansons : Deep Kiss, Heading West…). Le même concept sera plus ou moins reproduit sous la forme de l'album Heading West, compilation destinée au marché québécois (incluant un remix de la chanson Bye bye mon cow-boy).
La même année, Mitsou est en tête d’affiche dans les films Coyote et Prince Lazure, sortis simultanément.
En 1993, l’album Tempted, son premier disque anglophone, paraît au Canada. Plusieurs grands noms de la pop américaine, Narada Michael Walden, Dereck Bramble et RuPaul, entre autres, prennent part à sa création. Malheureusement, un changement de responsables à la direction d’Hollywood Records empêche la sortie de l’album aux États-Unis ; un recentrage qui affecte plusieurs artistes affiliés à la compagnie. En 1994 parait Le Yaya avec un succès mitigé.
Sensible à la cause du SIDA, Mitsou se soumet à un test de dépistage en direct dans le cadre de l’émission Studio libre. Elle multipliera ensuite les interventions médiatiques dans le but de sensibiliser le grand public à ce fléau mondial.
Mitsou participe cette même année à une campagne publicitaire sur les nouveaux modèles de Golf. Elle lance également la vidéo En forme avec Mitsou.
En 1994 – 1996, elle fait ses débuts en tant qu’animatrice et chroniqueuse, d’abord aux côtés de Jean-Michel Dufaux, qui anime avec elle l’émission estivale C’est chaud, diffusée sur les ondes de TQS, puis aux côtés du vétéran Jean-Pierre Coallier, en tant que chroniqueuse, à l’émission Les Amuse-gueules sur le réseau TVA.
En 1996, elle lance un album de Noël et met fin à sa collaboration avec son gérant et producteur de la première époque, Pierre Gendron des disques Tox.

### Lancement en affaires, animation (1997-présent)
En 1997, elle fonde Dazmo Musique. Cette PME se spécialise dans la création, la réalisation et la production d'effets sonores pour des publicités, des films et des musiques d'émissions de télévision. Elle crée ensuite Vidéo Assist et Vidéo M.T.L., spécialisé dans le service et la location d'équipement de caméras vidéos.
L'album personnel Mitsou (différent de celui de 1992) est lancé en 1999 sans remporter de succès populaire, mais recueillant plusieurs critiques élogieuses pour son audace et son raffinement. Cet album, dont Mitsou signe la plupart des textes, comprend les extraits Ouvre-moi, Les ronces, Si tu m'aimes encore, La vie sera et Les vieux.
En 2000, Mitsou se joint à l’équipe d’animation du Morning Show d’NRJ 94.3. Le Morning Show fait fureur auprès des 18-34 ans, qui l’élisent leur émission numéro un du matin pendant près de 12 ans. Automne 2012, la station Rythme FM en fait l'animatrice de son émission du retour à la maison, Heureux! Montréal, avec Sébastien Benoît.
En 2001, elle devient directrice du magazine québécois Clin d'œil.
En 2002, Mitsou produit l'album Mitsouvibe qui connut un bref succès grâce à un remix de la chanson À toi (You & I) dont l'original se trouvait sur l'album Mitsou de 1999. Cet opus, qui représente la dernière incursion de Mitsou dans le milieu de la musique, rassemble des remix de quelques-uns des plus grands succès de l’interprète et plusieurs compositions de Mitsou, Karl Wolf et Georges Acogny.
En 2003, elle obtient un rôle dans le film Les Invasions barbares de Denys Arcand.
De 2005 à 2007, elle anime l'émission de télévision Au Courant sur la chaîne CBC Newsworld. L'émission a d'ailleurs reçu une nomination en 2006 aux Gemini Awards dans la catégorie Best Talk Series.
En 2009, elle décroche le rôle de Vivianne Jobin, maîtresse du pianiste André Mathieu, dans le film sur la vie d'André Mathieu réalisé et scénarisé par Luc Dionne. Plus tard dans l'année, elle animera une émission hebdomadaire de cuisine santé sur les ondes de Radio-Canada en compagnie du Dr Richard Béliveau et de Stefano Faita, nommée : Kampaï ! À votre santé !. De plus, elle devient le nouveau visage et la porte-parole de la maison de cosmétiques Lise Watier.
Mitsou entamera une « conversation musicale » avec ses admirateurs en lançant des singles au gré de ses inspirations sur son site internet. La chanson On vole, une collaboration de Mitsou et Creature, sera la première envolée. Elle pourra être téléchargée sur Mitsou.com et sur iTunes à la mi-mai 2011.
À partir du 15 février 2013, la tournée Clin d’œil Rock & Rose parcourt le Québec. Les six chanteuses qui en font partie, dont Mitsou, Nadja, France D'Amour ou Stéphanie Bédard, ont pour but de divertir mais aussi de sensibiliser et informer les gens à la cause du cancer du sein. En 2012 elle a aussi chanté sur le premier album du groupe pop électronique Québécois Qualité Motel sur la chanson Honey Cruller. En 2017, Mitsou chante As-tu vu le Père Noël ? en duo sur l'album d'Emilie-Claire Barlow intitulé Lumières d'hiver.

## Affaires
Depuis ses débuts en 1997, elle fonde avec son conjoint l'entreprise d'effet sonore Dazmo Musique pour la télévision et le cinéma. Par la suite, elle se spécialise en location d'équipement de caméras avec Vidéo Assist et Vidéo M.T.L..
Entre 2001 et 2009, elle est directrice du magazine Clin d'œil.
De 2009 à 2011, elle est porte-parole pour les cosmétiques Lise Watier.
Côté internet, Mitsou possédait un blogue nommé Mitsou.com avant de lancer son site Web en 2010.

## Engagements
En 1994, le vidéoclip J'ai Toujours Envie d'Aimer aborde le terme de l'amour, autant hétérosexuel qu'homosexuel. Ceci l'amènera à parler du sida qui attira l'attention des médias.
Depuis 2005, elle est porte-parole de la Fondation du cancer du sein du Québec,.

## Icône
Mitsou Gélinas a marqué la musique québécoise des années 1980 et 1990 avec les chansons Bye bye mon cowboy, Dis-moi, dis-moi et plusieurs autres. Au fil de sa carrière, elle s'est diversifiée en passant par le cinéma, la télévision et la radio.

### Image publique
Alors en pleine ascension comme chanteuse, Mitsou proposa un style provocateur et sensuel qu'elle qualifia de « révolution ». Avec le vidéoclip Dis-moi, Dis-moi paru en 1990 soit quelques mois après celui de Justify My Love de Madonna, il fut à son tour banni des ondes de MuchMusic qui fera jaser qu'aux États-Unis à l'émission Entertainment Tonight la qualifie de Madonna québécoise.
Je n'essaie pas d'être Madonna numéro 2, je veux juste être Mitsou. - Mitsou 
Elle a marqué l'imagination des québécois dans le film Coyote pour une scène de sexe entre elle et l'acteur Patrick Labbé et la qualifiera de sex-symbol.
À la fin des années 1990, elle adoptera un style plus conventionnel.

### Style musical
Mitsou se spécialisait dans la musique pop et dance. Dans les années 1990, elle tente de conquérir le marché anglophone avec les albums Heading West et Tempted qui n'ont malheureusement jamais paru aux États-Unis à cause d'un recentrage chez Hollywood Records.

### Prix et nominations

#### Gala de l'ADISQ
| Année | Catégorie                                                     | Pour                                                      | Résultat   |
| ----- | ------------------------------------------------------------- | --------------------------------------------------------- | ---------- |
| 1988  | interprète féminine de l'année                                | Mitsou                                                    | nomination |
| 1988  | découverte de l'année                                         | Mitsou                                                    | lauréate   |
| 1988  | chanson populaire de l'année                                  | Bye bye mon cowboy                                        | nomination |
| 1989  | interprète féminine de l'année                                | Mitsou                                                    | nomination |
| 1989  | premier disque                                                | El mundo                                                  | lauréate   |
| 1991  | spectacle de l'année - pop-rock                               | Terre des Hommes                                          | nomination |
| 1992  | chanson populaire de l'année                                  | Lettre à un cowboy                                        | nomination |
| 2013  | album ou spectacle de l'année - interprétation autres langues | La Tournée Clin-d'oeil Rock & Rose (avec artistes variés) | nomination |

#### MuchMusic Video Awards
| Année | Catégorie                      | Pour                              | Résultat |
| ----- | ------------------------------ | --------------------------------- | -------- |
| 1990  | meilleur vidéoclip dance       | Bye bye mon cowboy (remix)        | lauréate |
| 1995  | meilleur vidéoclip francophone | Comme j'ai toujours envie d'aimer | lauréate |

#### Prix Artis
| Année | Catégorie                                    | Pour                   | Résultat   |
| ----- | -------------------------------------------- | ---------------------- | ---------- |
| 2010  | animateur / animatrice d'émission de service | Kampaï! à votre santé! | nomination |

#### Prix Gemini
| Année | Catégorie          | Pour       | Résultat   |
| ----- | ------------------ | ---------- | ---------- |
| 2006  | meilleur talk-show | Au courant | nomination |

#### Prix Juno[19]
| Année | Catégorie                                          | Pour             | Résultat   |
| ----- | -------------------------------------------------- | ---------------- | ---------- |
| 1990  | interprète féminine la plus prometteuse de l'année | Mitsou           | nomination |
| 1992  | interprète féminine de l'année                     | Mitsou           | nomination |
| 1992  | meilleur vidéoclip                                 | Dis-Moi, Dis-Moi | nomination |

## Vie privée
Mitsou est la conjointe de Iohann Martin (le fils du défunt producteur de disques Yves Martin) depuis 1997. Le couple s'est marié le 26 août 2010 à Montréal. Elle est la belle mère de Kaia Watkins et la mère de Stella-Rose (2003) et Mila (2007).

## Scandales

### Remerciements au Gala de l'ADISQ
Lors de la cérémonie des prix Félix de 1988 que Gélinas est élu découverte de l'année. La chanteuse choque avec sa robe et le plus choquant avec ses remerciements au micro.
J'avais peur de pas gagner. - Mitsou 

### VidéoclipDis-Moi Dis-Moi
À la suite de son exclusion en 1990 pour des raisons de nudité par MuchMusic, sa station sœur au Québec, MusiquePlus, diffuse le vidéoclip sur ses ondes à l’insu du réseau canadien en guise de soutien à l'artiste, ce qui entraînera une querelle entre les deux stations.

#### A Question of Taste
L'année suivante, MuchMusic diffuse l'émission spéciale A Question of Taste dans laquelle Mitsou se défendra devant des spécialistes de l'industrie de la presse écrite et de la télévision dont les dirigeants des communications et de la programmation de MuchMusic.

## Discographie

### Albums
- El Mundo (Isba) 1988 (Platinum)
- Terre des Hommes (Isba) 1990 (Gold)
- Heading West (Isba) 1992
- Mitsou (Hollywood Records) 1992 (U.S. compilation)
- Tempted (TOX) 1993
- Ya Ya (TOX) 1994
- Noël (TOX) 1995
- La Collection (Unidisc) 1997 (compilation)
- Mitsou (Dazmo) 1999
- Vibe EP (Dazmo) 2002

### Singles
- "Bye Bye Mon Cowboy" (Isba) (1988) Québec #1 (6 semaines)
- "Les Chinois" (Isba) (1989) Québec #2
- "La Corrida" (Isba) (1989)
- "Mademoiselle Anne" (Isba) (1990)
- "Dis-Moi, Dis-Moi" (Isba) (1991)
- "Lettre à un Cowboy" (Isba) (1991) Québec #1
- "A Funny Place (The World Is)" (Isba) (1991)
- "Deep Kiss" (Isba) (1992)
- "Heading West" (Isba) (1992)
- "Everybody Say Love" (1993)
- "Le Yaya" (1994)
- "Comme J'ai Toujours Envie D'Aimer" (1994)
- "Ouvre-Moi" (1999)
- "Si Tu M'Aimes Encore" (1999)
- "Les Ronces" (1999)
- "La Vie Sera" (1999)
- "A Toi (You and I)" (2002)
- "Bye Bye Mon Cowboy (vibe mix)" (2002)
- "Mon Roi" (2002)
- "On Vole" (2011)
- "Cowgirl" (2023)

### Vidéoclips
- Bye Bye Mon Cowboy
- Bye Bye Mon Cowboy (remix)
- Los amigos
- Tourne la nuit
- Les chinois
- La corrida
- Spooky
- Prince Yéyé
- Cléo
- Bébé, tu m'offres un verre
- Mademoiselle Anne
- Dis-moi, dis-moi
- A Funny Place (The World Is)
- Lettre à un cow-boy
- Deep Kiss
- Deep Kiss (remix)
- Heading West
- Everybody Say Love
- Everybody Say Love (remix)
- Le Yaya
- Comme j'ai toujours envie d'aimer
- Reste (avec Patrick Bourgeois)
- Ouvre-moi
- Si tu m'aimes encore
- On vole
- Cowgirl

## Filmographie

### Cinéma
- 1991 : Prince Lazure
- 1992 : Coyote : Louise Coyote
- 2002 : L'Odyssée d'Alice Tremblay : Le petit chaperon rouge/L'institutrice
- 2003 : Les Invasions barbares : Ghislaine
- 2010 : L'Enfant prodige : Vivianne Jobin
- 2012 : L'Étrange Pouvoir de Norman : Sandra Babcock

### Télévision
- 1978 - 1984 : Terre humaine : Anouk Jacquemin
- 1984 - 1990 : Épopée rock : Lola
- 1995 : C'est chaud : animatrice
- 2001 : Avoir su... : Bélinda
- 2002 : Bliss : Wendy
- 2009 - 2012 : Kampaï! À votre santé : animatrice
- 2016 : Les Pêcheurs